# مارتينا كوخر
مارتينا كوخر هي متسابقة على الجليد بمزلاجة سويسرية، ولدت في 14 مارس 1985 في بيال/بيان في سويسرا.

## وصلات خارجية
- الموقع الرسمي
- مارتينا كوخر على موقع FIL (الإنجليزية)
- مارتينا كوخر على موقع اللجنة الأولمبية الدولية (الإنجليزية)
- مارتينا كوخر على موقع أوليمبيديا (الإنجليزية)